# Bertel Hansen
Pour les articles homonymes, voir Hansen.
Bertel Hansen est un botaniste danois, né le 27 mars 1932 à Varde au Danemark et mort le 25 avril 2005 à Malaga en Espagne.
Il est diplômé de botanique à l’université de Copenhague en 1958. Il consacre l’intégralité de sa carrière à l’étude de l’écologie et de la phytosociologie des tourbières bombées (ou raised bogs) : des habitats qui conservent de nombreuses traces de l’environnement et du climat passés.